# Atakan Özkaya
Atakan Özkaya (* 1998 in Istanbul) ist ein türkischer Schauspieler.

## Leben und Karriere
Özkaya wuchs in Istanbul auf. Er besuchte die Maltepe Kent Konseyi. Danach studierte er an der Beykent Üniversitesi. Sein Debüt gab er 2014 in der Fernsehserie Şeref Meselesi. Im selben Jahr trat er in O Hayat Benim auf. 
Anschließend spielte er 2017 in Kalp Atışı mit. Außerdem wurde er 2021 für die Serie Hiç gecastet. Von 2022 bis 2024 setzte er seine Karriere in Kardeşlerim fort. 2024 bekam Özkaya in Uzak Şehir eine Hauptrolle.

## Filmografie
Serien
- 2014: Şeref Meselesi
- 2014: Hayat Benim
- 2016: Vatanım Sensin
- 2017: Kalp Atışı
- 2021: Hiç
- 2022: İçimizdeki Ateş
- 2022–2024: Kardeşlerim
- 2024: Uzak Şehir